# User Friendly
User Friendly es una tira cómica diaria acerca del personal de un pequeño ISP ficticio, Columbia Internet. El humor de la tira se centra en bromas tecnológicas y humor geek.

## Personajes principales

### A.J. Garrett
A.J. es el creativo de la compañía, y su trabajo es mantener y diseñar sus sitios web. Primera aparición: 17 de noviembre de 1997 Archivado el 13 de abril de 2016 en Wayback Machine.

### Chief
Primera aparición: 19 de noviembre de 1997